# Louisa d'Havébrug
De Louisa d'Havébrug is een fiets- en voetgangersbrug over de Schelde in de Belgische stad Gent. De brug is genoemd naar de Gentse spionne Louisa d'Havé en maakt deel uit van een fietsvriendelijke route die de Gentse binnenstad verbindt met de Ledeberg. De fietsbrug verbindt de Stropkaai met Bellevue. De Louisa d'Havébrug werd op 21 september 2020 plechtig ingehuldigd in het bijzijn van de nabestaanden van Louisa d'Havé.
Het deel over het water is voorgespannen met 5 kabels, het deel aan de Stropkaai met 3 kabels.
De brug is de start- en eindplaats van de Louisa d'Havéfietsroute (18 km).

## Financiering
Meerdere organisaties werkten samen voor de financiering. In totaal bedroeg de bouw van de brug 3,4 miljoen euro.
| Financierders                                     | Bedrag         |
| ------------------------------------------------- | -------------- |
| Stad Gent                                         | € 1.345.048,83 |
| EFRO (Europees Fonds voor Regionale Ontwikkeling) | € 621.000      |
| Agentschap Wegen en Verkeer                       | € 1.333.000    |
| Baloise Insurance                                 | € 142.052,56   |